# Горчинська Катерина Георгіївна
Катерина Георгіївна Горчинська (нар. 28 червня 1977) — українська журналістка, виконавча директорка «Громадського телебачення» з 2016 року. Колишня заступниця головного редактора Kyiv Post (2008—2015) та головна редакторка з розслідувань українського відділення Радіо Свобода (2015—2016).

## Біографія
Народилася 28 червня 1977 року. Від 1994 по 1998 рік навчалася у Києво-Могилянській академії на катедрі філософії. У 1995—1997 роках Горчинська працювала у тижневику Eastern Economist, у 1997 була кореспонденткою німецького агентства Deutsche Presse-Agentur в Україні, Молдові та Білорусі, а у 1997—2000 — журналісткою Kyiv Post. У 2000 році була кореспонденткою британського Financial Times та короткий час журналісткою ICTV.
У 2001 році Горчинська взяла перерву в професійній діяльності й разом з чоловіком відкрила бар «Барабан». У серпні 2008 року повернулася до журналістики, ставши заступницею головного редактора Kyiv Post. У 2012 році була ведучою програми «Вільні люди» на ТВі. У квітні 2015 року залишила Kyiv Post та стала головною редакторкою з розслідувань «Радіо „Свобода“». У січні 2016 стала виконавчою директоркою «Громадського телебачення».
У різні роки співпрацювала з такими закордонними медіа, як The Wall Street Journal (США), BBC (Велика Британія), PBS (США), НТВ (Росія) та Ukrainian Weekly (Канада).

## Особисте життя
Одружена з Юаном МакДональдою (англ. Euan McDonald), громадянином Великої Британії. Має двох синів, Роберта та Александра.